# 仙石貢

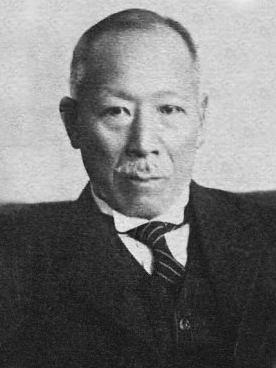
1931年以前撮影

仙石 貢（せんごく みつぎ/せんごく みつぐ、安政4年6月2日〈1857年7月22日〉- 1931年〈昭和6年〉10月30日）は、日本の鉄道官僚、実業家、政治家。
高知県高知市出身。工学博士。没後勲一等旭日大綬章追贈（昭和6年10月30日付）。

## 略歴
- 明治5年（1872年）- 高知藩病院附属吸江学校に入学し、英語を学ぶ。
- 明治11年（1878年）7月 - 東京大学理学部土木工学科卒業。同9月東京府土木掛。
- 明治17年（1884年）- 工部省鉄道局勤務、日本鉄道、甲武鉄道工事を担当。
- 明治24年（1891年）- 工学博士学位[2]。
- 明治29年（1896年）10月 - 逓信省鉄道技監を最後に退官。筑豊鉄道社長。
- 明治31年（1898年）4月 - 九州鉄道社長。
- 明治39年（1906年）4月 - 南満洲鉄道設立委員。
- 明治41年（1908年）7月 - 政党・戊申倶楽部設立に参加。
- 明治44年（1911年）10月 - 猪苗代水力電気社長。
- 大正3年（1914年）4月 - 鉄道院総裁。
- 大正4年（1915年）3月 - 衆議院議員として高知県から選出。
- 大正9年（1920年） - 土木学会第7代会長。
- 大正13年（1924年）6月11日 - 加藤高明内閣で鉄道大臣。
- 大正15年（1926年）1月30日 - 第1次若槻禮次郎内閣で鉄道大臣（6月3日途中辞任）。
- 昭和4年（1929年）8月14日 - 南満洲鉄道総裁に就任。
- 昭和6年（1931年）10月30日 - 死去。満74歳没。墓所は青山霊園(1イ22-9)。

## 栄典
位階
- 1896年（明治29年）
  - 10月10日 - 正五位[3]
  - 11月20日 - 従四位[4]

勲章等
- 1895年（明治28年）12月25日 - 勲四等旭日小綬章[5]
- 1915年（大正4年）4月24日 - 勲二等瑞宝章[6]
- 1916年（大正5年）4月1日 - 勲一等瑞宝章[7]

## 主な事跡

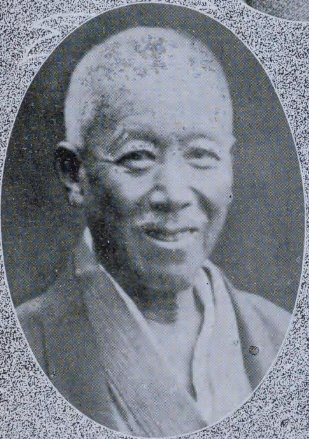
仙石貢

浴衣の卒業式
東京大学の卒業式に洗いざらしの浴衣で出席した、というエピソードがある。当然関係方面から苦情が来たが、「天にも地にも此れ1枚しかない」と言って押し通した。
甲武鉄道（現：中央本線）の直線
甲武鉄道の工事担当者であった時期、中野 - 立川間の線路敷設で悩んでいた。青梅街道や甲州街道沿いに敷設したかったが、当時鉄道敷設には強烈な反対運動が起こっていた。しかし、反対運動がないところを通せば、利用客は少ない。悩みに悩んでついに怒り心頭に発し、地図上に「えい、やっ」と、一直線の赤線を引いた。これが、現在の中野駅から立川駅に至る約25kmの直線であるという。当時は、一面の原野と桑畑だった。この話については「測量技師がルート選定にいろいろ注文を付けられて腹を立て、放り投げた定規が地図の上に落ちたところに決めた」という異説もある。なお、これらの説について青木栄一は、「鉄道建設の常識から考えておかしい」（一直線の線路は願ってもない理想のルートであり、反対運動に遭って仕方なく選ぶようなものではない。また、そもそも街道沿いに反対運動が起こっていたという明確な証拠がない）と否定している。
日本鉄道（現：東北本線）建設の猛烈監督
栗橋から宇都宮までの建設を担当した。請負業者は小川勝五郎の橋梁を除いて、ほぼ杉井組の独占となった。朝は5時に起きて床の中での朝食後、洗顔もせずに靴を座敷ではいて現場に行き、昼食は付近の畑から野菜をもぎとり、一日中歩きまわって親方達を督促し、月が出るまでは工事をやめさせないという仕事ぶりを発揮した。測量などでは邪魔になる家屋があると無断で壁に穴をぶちあけるという奇行ぶりであったという。しかし、工学士としてはじめて鉄道をつくっただけあり、それまでの線路より合理的に作られていると評判になった。
碓氷峠のアプト式鉄道建設
碓氷峠を越える鉄道建設ルートの検討では、25‰から100‰にも達する急勾配線、ループ線、スイッチバック、鋼索鉄道などが候補に挙がっていた。しかし鉄道局長官井上勝は、当時ドイツに留学中の仙石と吉川三次郎からの報告により、明治18年（1885年）ドイツで60‰の勾配をラックレール（歯型レール）で登る鉄道が完成したことを知り、横川 - 軽井沢間をアプト式鉄道で建設することを決定した。明治24年（1891年）3月24日に着工し、明治26年（1893年）4月1日に開通した。
九州鉄道の改革
明治29年に筑豊鉄道社長に就任したのち、九州内の鉄道経営の合理化を図って会社合併を進めた。2年後に結実し、筑豊鉄道の経営陣を加えた新たな経営陣での九州鉄道が創立され、社長に就任、サービスの改善や設備の改良に努めた。末期には、豪華客車をアメリカのブリル社に発注したりもしているが、日本に到着したのは同社の国有化後で、満足に活用されることはなかった。なお、この九州鉄道の社長時代にしばしば山陽鉄道を利用したが、そのスピード運行ぶりには批判的な感想を残している。
鉄道広軌化
仙石は鉄道広軌化論者であり、鉄道院総裁時にはいろいろな献策をしている。詳しくは日本の改軌論争を参照。
猪苗代水力電気
1911年（明治44年）、猪苗代水力電気の発足に関与して社長に就任。猪苗代湖の湖水を利用して発電、当時技術的な目途がついたばかりの高圧送電により、200km以上離れた関東地方に届けるプロジェクトを始めた。「設計・工事とも当代再優秀なものにせよ。資金を惜しむべからず」との号令の下、受益者の目に触れることのない部分にも力が注がれており、発電所建屋の設計は辰野金吾が行った。1914年（大正3年）に猪苗代第一発電所を完成。運用開始時の出力は東洋一の37,500kWであり、日本の産業、経済を長らく支えることとなった。
電車運転不調の謝罪広告
1914年（大正3年）12月20日の東京駅開業に合わせ、東京駅 - 高島町仮駅（後の二代目横浜駅）の間で京浜線電車の運転を開始した。しかし、軌道が固まっていなかったことや米国製パンタグラフの不調もあって、運行開始当日から電車が立ち往生するトラブルが発生。翌日、鉄道院総裁である仙石の名前で新聞に謝罪広告が掲載されるに至った。その後もトラブルが続発したことで、同年12月26日から半年近く休止に踏み切り、対策を講じた上で翌年5月10日に運行を再開した。
政界進出、晩年
仙石は憲政会・民政党を支援し、自らも衆議院議員、鉄道大臣を歴任。浜口雄幸内閣では南満洲鉄道総裁に就任し、鉄道人として栄達を極めた。しかし糖尿病の悪化により、その才を発揮できないまま辞任。まもなく亡くなった。

## 親族
- 娘婿 石原雅二郎（内務官僚）[12]

## その他
仙石が満鉄総裁を務めていた1929年、画家の岸田劉生が大連の星ヶ浦にあった仙石邸の庭を描いた油彩画が残されている。